# Fenne (Weide)

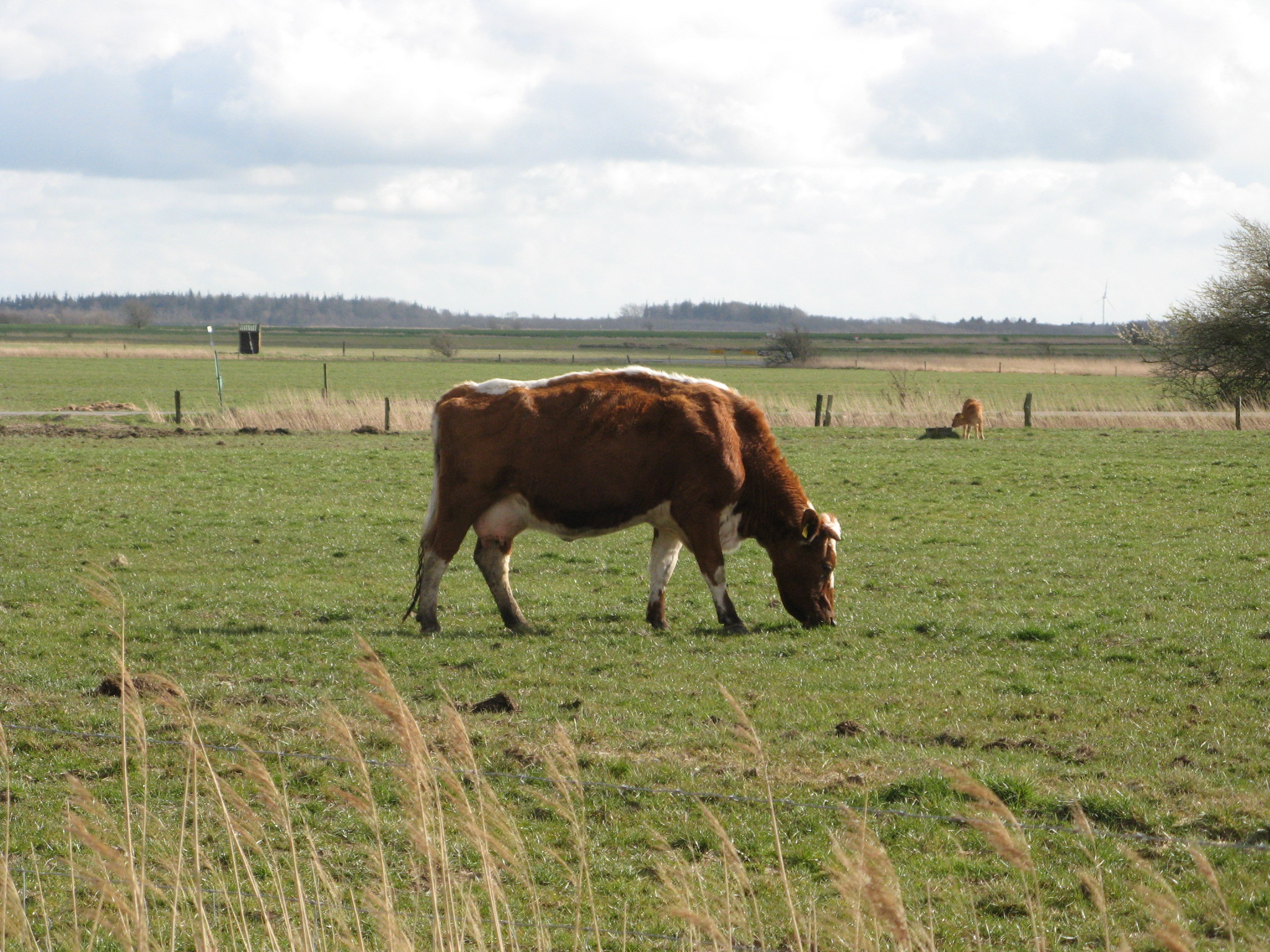
Kuh auf Fenne

Fenne bezeichnet in Nordfriesland die landschaftstypische Weide der Marsch.

## Wortherkunft
fenn ist eine uralte germanische Bezeichnung für Sumpf, Moor, tiefliegendes Grasland. Das Friesische kennt es seit ältester Zeit als fen(n)e mit der Bedeutung Sumpf, Weideland, das ostfriesische als fenne, fenn niedriges Weideland mit moorigem Untergrund. Deswegen wird der Begriff im niederländischen Sprachraum im Sinne von Fenn verwendet. Das dänische fen bezeichnet ein Stück Marschland, das von Gräben eingeschlossen ist. Das jütische fenne bezeichnet eine von Gräben eingeschlossene Wiese, eine Wiese auf der man Gras mäht.
In Nordfriesland bezeichnet hoch- und niederdeutsch Fenne ebenso wie nordfriesisch feen (Mooring) primär die landschaftstypische Viehweide und sekundär auch die Wiese.

## Charakteristika

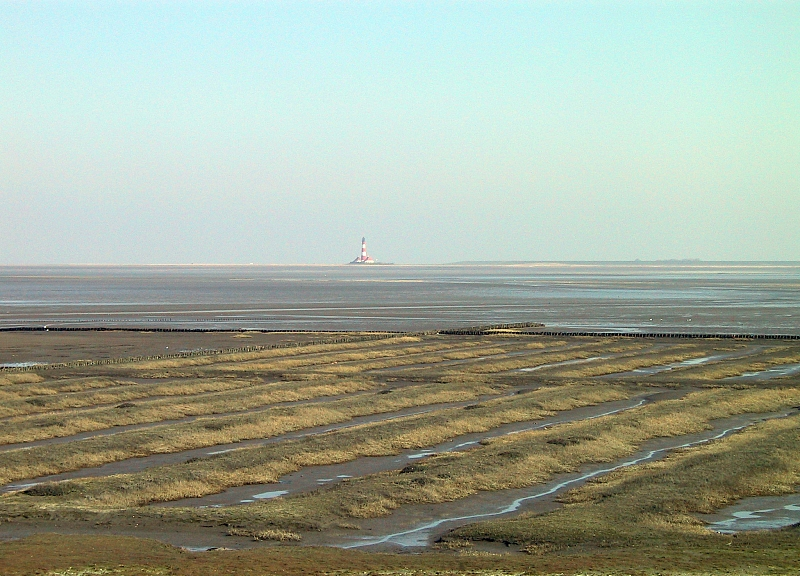
Landgewinnung

Wie sich schon aus der Wortherkunft ergibt, ist die Fenne der Marschen von der Entwässerung dienenden Gräben umgeben. Sie dient als Viehweide, primär für Rinder. Viehtränke ist ein Kuhle (Mooring kööl) genannter Teich.
Das Bodenprofil entspricht den zur Landgewinnung dienenden Salzwiesen: zwischen parallelen Rinnen ist der Boden etwas erhöht. Die Struktur ist zum Teil auch auf Satellitenaufnahmen in der höchsten Auflösung zu erkennen, etwa hier: (⊙)

## Flora und Fauna
Insbesondere naturbelassene Gräben stellen ein wertvolles Feuchtbiotop dar, in denen unter anderem Schilf, Rohrkolben und Moorfrösche heimisch sind.